# ورزشگاه آلبورگ
ورزشگاه آلبورگ (به لاتین: Aalborg Stadium) یک ورزشگاه فوتبال در دانمارک است که در Aalborg Municipality واقع شده‌است.